# 異星爭霸戰：尊卡特傳奇
是一部於2012年上映的美國科幻動作電影，由安德魯·斯坦頓執導，斯坦頓、馬克·安德魯斯和麥可·謝朋編劇。電影改編自埃德加·赖斯·巴勒斯于1912年发表的科幻小說《火星公主》。美国于2012年3月9日上映。主演是泰勒·克奇，他飾演John Carter角色，其他演員有琳恩·柯林斯、珊曼莎·摩頓、馬克·史壯、希朗·漢德、多明尼克·魏斯特、詹姆斯·柏爾福和威廉·達福。
本片由迪士尼公司製作，但在上映後票房表現失利，在估算通貨膨脹的狀況被視為巨型的票房炸彈，影評界同時對本片抱持混和評價，獲得影評家稱讚的部分包含視覺特效、配樂、動作戲的場面，負面評論則集中在角色刻畫與故事情節的塑造。由於本片的票房表現差勁，迪士尼取消了斯坦頓已計劃的續集（標題為《Gods of Mars》）和三部曲。，本片迄今仍在最大的票房炸彈電影列表榜單位居前位。

## 故事簡介
強·卡特的外甥在強·卡特的日记得知：強·卡特在美國內戰期間因反對向阿帕奇印第安人進攻，而喪失了太太和子女及被關進監獄，為逃避追捕，進入了山洞，遇上一个无故出现要杀他的人，那人临死前而念的咒语把強·卡特傳送到了巴蘇姆（Barsoom）（火星），令強·卡特陷入與人類外型相似的希理林族人與蘇丹加族人的戰爭。蘇丹加族更因为有『神的使者（瑟恩族）』的帮助而逐漸控制整個星球。希理林國公主狄珍霍維絲為拯救國家，被迫與蘇丹加族國王結婚。因為火星引力比地球小，所以強·卡特在火星成為了一位孔武有力而且身輕似燕的超級武士。來到火星的強·卡特發現自己變得身輕如燕、力大無窮，他無意間拯救了狄珍霍維絲公主，兩人逃到巴蘇姆的聖河伊斯河，發現神秘族人瑟恩族的神廟，兩人更墜入爱河，並揭開瑟恩族的滅星陰謀之后他带领希理林向蘇丹加、“神的使者（瑟恩族）”开战。战爭期间，『神的使者』用計把強·卡特送回地球。
強·卡特回到地球后用計把『神的使者（瑟恩族）』在地球的成员（疑似跟火星的成員是同一人）杀死，並返回巴蘇姆和公主狄珍霍維絲再续情缘。

## 演員
- 泰勒·克奇 飾 John Carter（英语：John Carter of Mars）
- 琳恩·柯林斯 飾 Dejah Thoris（英语：Dejah Thoris）——Helium公主。
- 珊曼莎·摩頓 飾 Sola——Tars Tarkas的女兒。
- 馬克·史壯 飾 Matai Shang——Therns的領袖。
- 希朗·漢德 飾 Tardos Mors——Jeddak of Helium。
- 多明尼克·魏斯特 飾 Sab Than——Zodanga的王子。
- 詹姆斯·柏爾福 飾 Kantos Kan——Xavarian的船長。
- 布萊恩·克蘭斯頓 飾 Colonel Powell
- 戴路·沙巴拿 飾 Ned
- 波莉·沃克（英语：Polly Walker） 飾 Sarkoja——殘酷的暴君Thark。
- 托馬斯·哈登·丘奇 飾 Tal Hajus——一個兇猛的Thark戰士。
- 威廉·達福 飾 Tars Tarkas（英语：Tars Tarkas）——一個Barsoomian戰士及強·卡特的盟友。
- 大衛·史威默 飾 年輕的Thark戰士
- 唐·斯塔克（英语：Don Stark） 飾 Dix
- 尼古拉斯·沃德森（英语：Nicholas Woodeson） 飾 Dalton
- 亞特·馬利克（英语：Art Malik） 飾 Zodangan General
- 強·法夫洛，當本片仍然由派拉蒙影業製作時，是本片的導演，現在會在片中飾演一個小角色。

## 製作和選角

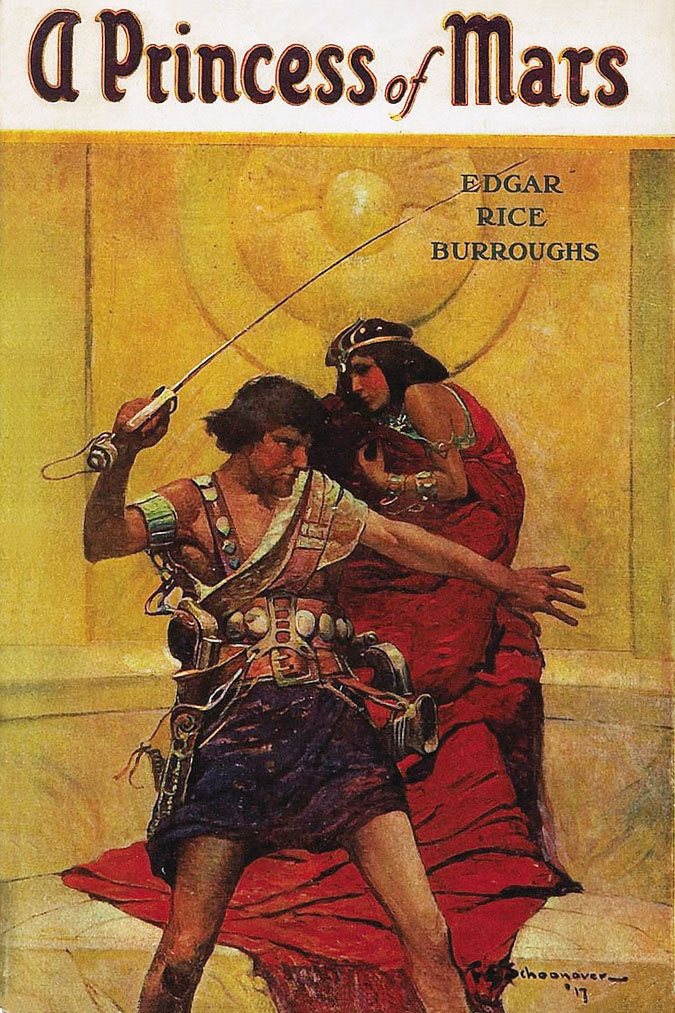
原著小說：A Princess of Mars

《異星戰場：強卡特戰記》為3D電影，但並非使用3D攝影機拍攝，而是2D拍攝並於後期轉為3D電影，故立體效果有限。
迪士尼耗巨資打造3D新片《異星戰場：強卡特戰記》（John Carter），在《X戰警：金鋼狼》飾演「金牌手」的男星泰勒·基奇打敗《變形金剛》隊長喬許·杜漢默擔綱。該片成本比影史最賣座電影《阿凡達》還高，也是動畫片《瓦力》導演安德魯史坦頓首次執導的真人電影。2012年2月16日在美國亞利桑那州舉行國際媒體試片，史坦頓說：「這是《泰山》作者另一部名作，故事啟發了《阿凡達》、《星球大戰》。」 
在選角方面，史坦頓說：「我希望用兩個觀眾不太熟悉的演員去演出，讓所有人都更容易投入到電影中。」
泰勒親身上陣演出大部分動作場面，包括從85呎高的地方躍下，又有從65呎高的地方跳下與白猿對戰的場面。
曾為《阿凡達》設計出潘朵拉語的美國南加州大學的語言學博士保罗·弗朗莫，在《異》片中亦為火星其中一族群薩克族設計語言。

## 市場推廣
2012年2月23日，《異星戰場：強卡特戰記》於洛杉磯舉行首映，除獲新晉型男泰勒·基斯查（Taylor Kitsch）及拜恩·克蘭斯頓（Bryan Cranston）等要角撐場外，戲中配角如威廉·達佛（Williem Dafoe）都帶同妻子支持，連奧斯卡影后海倫·米蘭（Helen Mirren）都捧場，更穿起搶眼紅裙跟眾星爭艷，場面熱鬧。

## 評價
蘋果日報的黃國兆說:「雖說劇情毫無新意，但導演說故事和駕馭電腦特技的能力，以至視覺風格和氣氛的營造，卻是相當出色的。」
爽報的善人表示：「整體而言，只是B級水平的科幻片，勝在沒有不良內容，讓小朋友消磨時間看下無妨。」

## 票房
美国首周末三天只收获3060万美元，次于《羅雷斯》屈居第二，这对于一部投资高达2.5亿美元的巨作，如此成绩实在惨淡。首周美国以外的国际地区收获7060万美元，总收入突破1亿美元。迪士尼在3月20日表示，「強卡特戰記」料虧2億美元。中国收2.63亿人民币。電影最後全球票房收入只有2.69億美元。在與影院運營商分賬並扣除營銷開支後，迪士尼估計這部電影將導致其制片廠第一季度虧損8000萬-1.20億美元。
由于票房惨败给迪士尼公司带来约2亿美元的亏损，迪士尼旗下影视制作部门迪士尼制片厂主席里奇·罗斯(Rich Ross)于2012年4月20日宣布辞职。羅斯周五在至員工的一份備忘錄中表示，迪士尼制片廠主席的職位已不再適合他。
| 上一届： 《战马》 | 2012年中国一周票房冠军 第11、12周（3月12日—3月25日） | 下一届： 《诸神之怒》 |

## 外部連結
- 互联网电影数据库（IMDb）上《John Carter》的资料（英文）
- AllMovie上《John Carter》的资料（英文）
- Box Office Mojo上《John Carter》的資料（英文）
- 爛番茄上《John Carter》的資料（英文）
- Metacritic上《John Carter》的資料（英文）